# Saint-Pierre-Azif

Saint-Pierre-Azif este o comună în departamentul Calvados, Franța. În 1 ianuarie 2022 avea o populație de 165 de locuitori.